# 博瓦桑 (德龙省)
博瓦桑（法語：Beauvoisin，法語發音：[bovwazɛ̃]）是法国德龙省的一个市镇，属于尼永斯区。

## 地理
博瓦桑（44°18'5"N, 5°12'39"E）面积8.9 平方千米，位于法国奥弗涅-罗讷-阿尔卑斯大区德龙省，该省份为法国东南部内陆省份，北起顺时针与伊泽尔省、上阿尔卑斯省、上普罗旺斯阿尔卑斯省、沃克吕兹省和阿尔代什省接壤。
与博瓦桑接壤的市镇（或旧市镇、城区）包括：贝尼韦-奥隆、比莱巴罗尼、普罗皮亚克、罗什布吕讷。

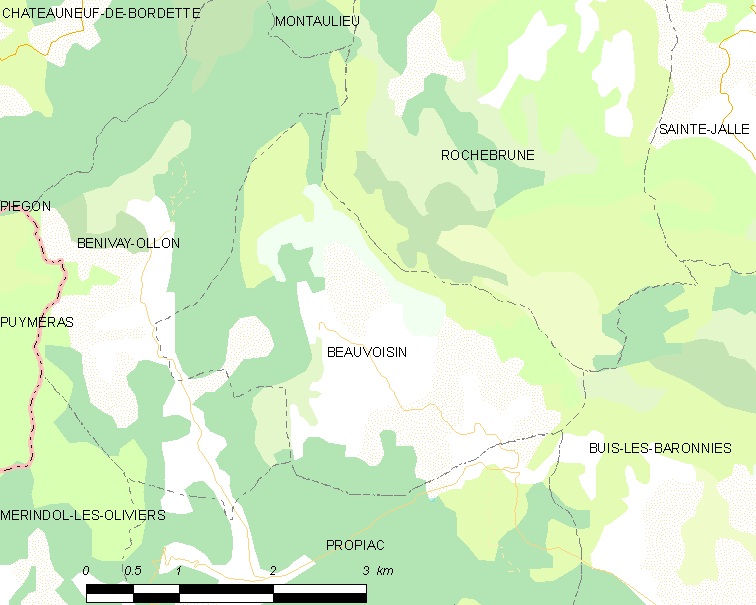
的OSM定位图

博瓦桑的时区为UTC+01:00、UTC+02:00（夏令时）。

## 行政
博瓦桑的邮政编码为26170，INSEE市镇编码为26043。

## 政治
博瓦桑所属的省级选区为尼永斯-巴罗尼县。

## 人口

1962-2008年间人口变化图示

博瓦桑于2022年1月1日时的人口数量为143人。